# Rivière Jamanxim
La rivière Jamanxim est une rivière de l'État du Pará dans le centre-nord du Brésil. Originaire de la Serra do Cachimbo, c'est un affluent de la rivière Tapajós, dans laquelle il se jette, à quelques kilomètres en amont d'Itaituba. 

## Cheminement
La rivière traverse l'écorégion des forêts humides de Tapajós-Xingu. Elle traverse la forêt nationale d'Itaituba I, une zone de conservation à usage durable créée en 1998. Le bassin hydrographique contient également une partie du parc national du Rio Novo, une unité de conservation créée en 2006.
Elle est, avec le rio Tapajós dans lequel elle se jette, l'une des limites du Territoire indigène Sawré Muybu situé sur sa rive gauche ; le territoire, qui comprend les terres jusqu'à la jonction des deux rivières au nord, est menacé par les barrages envisagés sur le Tapajós.